# Первые марки СССР
Пе́рвые ма́рки СССР — серия из четырёх почтовых марок Союза Советских Социалистических Республик, вышедшая в обращение 19 августа 1923 года в честь Первой Всероссийской сельскохозяйственной и промышленно-кустарной выставки в Москве. Выпуск был осуществлён Главным выставочным комитетом, по соглашению с Организацией Уполномоченного по филателии и бонам (особой секцией при Всероссийском комитете содействия сельскому хозяйству ВЦИК) и Наркомпочтелем СССР.

## Описание
Серия представляет собой четыре миниатюры, отпечатанных литографским способом на простой белой бумаге, с зубцами и без зубцов. Известны также на серовато-кремовой бумаге.
На марках изображены следующие сюжеты:
- 1 рубль — жнец (тёмно-коричневая с палевым фоном),
- 2 рубля — сеятель (тёмно-зелёная со светло-зелёным фоном),
- 5 рублей — трактор (серо-синяя с бледно-голубым фоном),
- 7 рублей — общий вид выставки (карминовая с розовым фоном).

На всех четырёх марках также имеются:
- слово «почта»,
- номинал,
- год издания,
- аббревиатура «СССР» и
- текст «Всероссийская Сельско-Хозяйственная и Кустарно-Промышленная Выставка».

Автор эскизов — известный художник Г. П. Пашков.
|                                |                                |                                           |
| Сеятель (ЦФА [АО «Марка»] № 2) | Трактор (ЦФА [АО «Марка»] № 3) | Общий вид выставки (ЦФА [АО «Марка»] № 4) |

Более полное описание сюжетов, изображённых на марках, даёт Ф. Г. Чучин в статье, которая была опубликована в журнале «Советский филателист» и посвящалась выставке:
…Четыре специальные выставочные почтовые марки, на рисунках которых, как в фокусе, отразились главные идеи выставки.
На первой из них <…> изображён великий жнец, с серпом в правой руке и снопом пшеницы через оба плеча в русской рубахе с расстёгнутым воротом и портах, с обнажённой грудью и мускулами ног, в олимпийски свободной и уверенно красивой позе, на фоне восходящего солнца, своими лучами согревающего поле и виднеющуюся вдали усадьбу и озаряющего с ног до головы всю фигуру великого жнеца.
На второй <…> — фигура великого сеятеля, с подвешенным спереди на ремне лукошком, поддерживаемым левою рукою, а правою берущим и разбрасывающим по полю зёрна, в такой же рубахе, в лаптях, с растущим перед ним в виде колоса деревом и виднеющеюся вдали крестьянскою телегою на фоне огромной цифры 2 и яркого солнечного дня, со стаей птиц, летящих над свеже посеянным полем.
На третьей марке <…> изображён трактор, спешащий на выставку с далёкого Кавказа, охваченный в виде рамы из серпа огромною цифрою 5 и гирляндами из колосьев и огородных растений на фоне ясного летнего дня, далёких снежных вершин и раскинутых под ними саклей.

…Рисунок четвёртой выставочной марки <…> изображает саму выставку в миниатюре, с её разнообразными архитектурными стилями павильонов, <…> неожиданно смелыми и вычурно красивыми выстреленными шпицами и башнями с развевающимися на них флагами, с огромным куполом здания ЦИК СССР в глубине посередине, с государственным гербом над ним из скрещенных серпа и молота, приютивших у себя сноп из пшеничных колосьев, к которому наклонилось с обеих сторон по колосу, и всё это на фоне восходящего солнца, бросающего снопы своих лучей во все стороны.

## История
Первая Всероссийская сельскохозяйственная и кустарно-промышленная выставка проходила в Москве с 17 августа по 2 ноября 1923 года. Наркомпочтель СССР от непосредственного участия в выставке отказался, о чём ещё в мае 1923 года известил Главный выставочный комитет (ГВК). Предполагалось, что Наркомпочтель только окажет содействие, открыв на территории выставки временные почтово-телеграфные отделения с быстродействующими буквопечатающими телеграфными аппаратами.
Однако ещё в начале 1923 года харьковскими филателистами Петром Николаевичем Котовым и Сергеем Александровичем Илларионовым был разработан проект выпуска «почтовых марок Всероссийской с. х. и к. п. выставки», который позднее был представлен главному директору выставки Абраму Григорьевичу Брагину. В проекте в частности говорилось:
В Западной Европе и Америке ещё в конце прошлого столетия начали пользоваться почтовыми марками для цели рекламирования выставок. <…> Такой своеобразный способ всеобщего осведомления и агитации имеет много преимуществ пред другими своей необъятностью и потому незаменим. <…> Этот своеобразный весьма лёгкий способ всеобщего оповещения и агитации имеет ещё и важное культурно-просветительское значение, отражая народное хозяйство, его государственность и сохраняя память о минувшем на поколении и даже века. Помимо всего сказанного, представляется небезынтересным и материальная сторона дела. Такие марки вызывают в них спрос не только для отправления корреспонденции, но ещё и со стороны коллекционеров…
Особое место в проекте харьковских филателистов занимал раздел «Внешний вид и внутреннее содержание», в котором подробно оговаривались характеристики марок — форма, рисунки, рамки, цвета, размеры, зубцовка, бумага, способ печати, а также количество серий и марок в них. Предполагалось, что марок в серии должно быть не менее восьми, причём печататься они, по мнению авторов проекта, должны были за границей — в Германии или в США. Указывались даже фирмы изготовители. На миниатюрах предлагалось изобразить следующие сюжеты: самовар, кипящий на накрытом столе, калачи, баранки, разрезанный чёрный хлеб, ножик, солонка в русском стиле, чайник, чай; битюг, виды и павильоны выставки; аллегории Советской власти, восстанавливающей сельское хозяйство, единение всех частей СССР. Непременно рекомендовалось поместить на марках серп и молот либо звезду.
12 июня 1923 года проект филателистов был рассмотрен в эксплуатационном отделе ГВК. Календарный план выпуска, представленный в проекте, был признан технически невозможным, однако была позаимствована идея выпуска марок, в первую очередь как средства агитации. ГВК возбудил в Наркомпочтеле ходатайство о выпуске специальных марок. Почтовое ведомство согласилось срочно издать такую серию к 1 августа. 13 июля член Президиума ГВК Лацис запросил Российское бюро филателии при Наркомпочтеле о согласии финансирования выпуска марок Гознаком.
Позднее вышло Постановление СНК СССР, в котором говорилось:
Совет народных комиссаров СССР постановил: выпустить в обращение, в ознаменование открытия Всесоюзной сельскохозяйственной выставки в Москве, особые почтовые марки, достоинством в 1 руб. — с рисунком сеятеля, 2 руб. — с рисунком жнеца, в 5 руб. — с рисунком эмблем земледелия и в 7 руб. — с рисунком, изображающим общий вид выставки.

Зам. председателя СНК СССР Л. Каменев.
13 августа 1923 года был подписан договор между ГВК в лице председателя комитета М. Э. Шефлера и заместителем Уполномоченного по филателии и бонам особой секции при Всероссийском комитете содействия сельскому хозяйству ВЦИК Л. К. Эйхфусом о выпуске и сроках хождения марок, посвящённых Всероссийской сельскохозяйственной и промышленно-кустарной выставке. В тот же день марки были получены от Гознака и приняты марочной экспедицией Наркомпочтеля.
18 августа 1923 года вышел циркуляр Наркомпочтеля за № 11/1164, в котором сообщалось, что «в городах Москве, Петрограде, Киеве, Харькове, Одессе, Ростове-на-Дону, Казани, Нижнем Новгороде и Минске, начиная с 16 сего августа, и в городах Ташкенте, Екатеринбурге, Новониколаевске, с момента получения на месте, выпускаются в обращение новые знаки почтовой оплаты, изданные в ознаменование открытия Всероссийской сельскохозяйственной и кустарно-промышленной выставки в Москве…».
Марки были выпущены тиражом 500 тысяч экземпляров каждая. Они были в обращении до 15 сентября 1923 года включительно.

## Память
В 1973 году Министерство связи СССР отметило 50-летие Первой Всероссийской сельскохозяйственной и кустарно-промышленной выставки изданием односторонней почтовой карточки с оригинальной маркой (ЦФА [АО «Марка»] № 11). В качестве иллюстрации художник А. Аксамит поместил на этой карточке первую почтовую марку «Жнец».

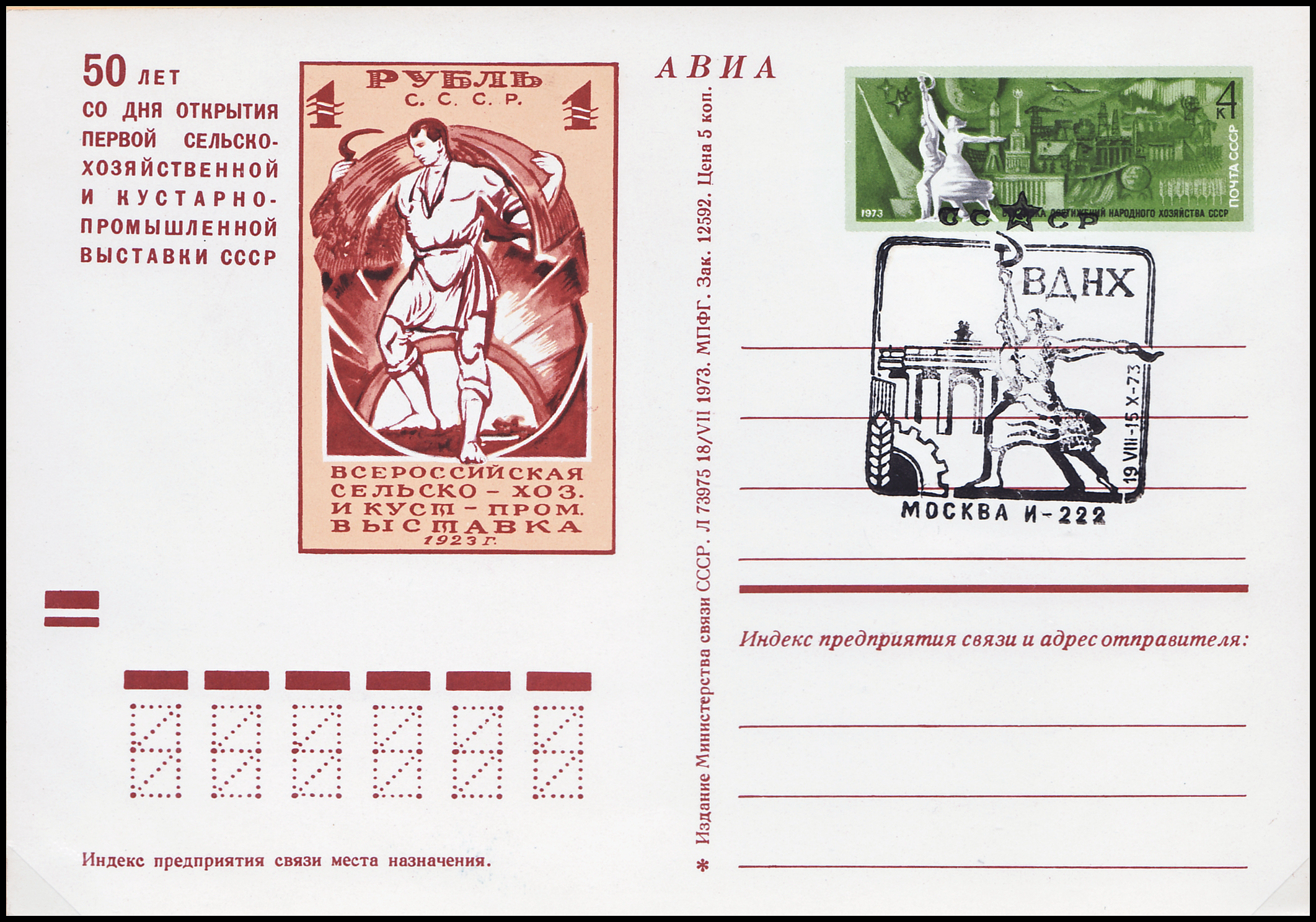
Первая почтовая марка СССР на односторонней почтовой карточке с оригинальной маркой, посвящённой 50-летию сельскохозяйственной и кустарно-промышленной выставки и юбилейной выставке на ВДНХ. Специальное гашение: 19.08 — 15.10.1973, Москва, отделение связи И-222